# Albéric Clément
Albéric Clément (Gâtinais, 1165 circa – San Giovanni d'Acri, 3 luglio 1191) è stato un militare francese, primo maresciallo di Francia sicuramente accertato.

## Biografia
Figlio di Robert III Clément, governatore di Filippo Augusto nel 1168, e di Hersenda di Mez (castello nei pressi di Gastins, di cui ereditò la signoria). Era nipote del vescovo di Auxerre, Garmand.
Non sono chiare le circostanze della sua nomina: secondo una fonte fu creato verso il 1185 "maresciallo del Re di Francia" da Filippo Augusto, e non "maresciallo di Francia", ossia ebbe una carica non militare bensì un ufficio di intendenza sulle scuderie del Re; la cosa non gli avrebbe quindi consentito di rivestire ruoli di comando durante l'assedio di San Giovanni d'Acri.
Secondo altre fonti la distinzione sarebbe del tutto inconsistente, e prova ne furono le circostanze della morte, avvenuta durante un assalto.
Morì a San Giovanni d'Acri, durante la terza crociata. Probabilmente fu sepolto all'abbazia di Cercanceaux, a Souppes-sur-Loing, fondata allora da pochi anni sui possedimenti di famiglia.
Suo fratello minore Henry fu creato a sua volta maresciallo di Francia nel 1204.